# Лоссе (река)
Лоссе (нем. Losse) — река в Германии, протекает по округам Верра-Майснер и Кассель земли Гессен, правый приток Фульды. Площадь бассейна реки составляет 120,58 км². Длина реки — 28,9 км.
Исток реки расположен на территории природного парка Frau-Holle-Land.
Лоссе впадает в Фульду в районе города Кассель. При слиянии рек расположен парк Fuldaaue bei Kassel, который населяет около 111 видов птиц. В 2011 году парку присвоен статус орнитологического заповедника.